# Marinus van der Lubbe
Marinus van der Lubbe (13. ledna 1909 Leiden – 10. ledna 1934 Lipsko) byl nizozemský levicový aktivista, popravený za údajné podpálení berlínského Říšského sněmu. 
Po rozvodu rodičů a předčasné smrti matky vyrůstal u sestry, později pracoval jako zedník. V sedmnácti letech utrpěl pracovní úraz, když se mu dostalo nehašené vápno do očí. Kvůli poškozenému zraku nemohl nadále pracovat a žil z nízkého invalidního důchodu.
Byl členem Komunistické strany Nizozemska, z níž byl v roce 1931 pro nekázeň vyloučen. Pak podporoval antistalinistickou a k anarchismu tíhnoucí Skupinu mezinárodních komunistů, přičemž byl vězněn za politickou agitaci. Začátkem února 1933 přicestoval do Německa, kde se zapojil do ilegální činnosti. 
Po vypuknutí požáru Říšského sněmu večer 27. února 1933 byl v budově zatčen. Za jeho spolupachatele byli označeni další čtyři příslušníci komunistického hnutí. Nacistický režim vypjatou atmosféru využil k přijetí zmocňovacího zákona a rozbití opozice. Proces byl zahájen 21. září 1933 u říšského soudu v Lipsku. Zatímco ostatní obvinění Ernst Torgler, Georgi Dimitrov, Blagoj Popov a Vasil Tanev byli nakonec pro nedostatek důkazů osvobozeni, van der Lubbe se k založení požáru přiznal a prohlásil, že chtěl svým činem podnítit německé dělníky k revoluci. U soudu působil zmateně a apaticky, podle svědků byl patrně pod vlivem drog. Ačkoli znalci vyloučili, že by mohl oheň v budově Reichstagu založit jediný člověk, byl nad van der Lubbem 23. prosince 1933 vynesen rozsudek smrti. To umožnil zvláštní zákon Lex van der Lubbe, který retroaktivně zavedl trest smrti za žhářství. Van der Lubbe byl 10. ledna 1934 popraven gilotinou a pohřben do neoznačeného hrobu na Südfriedhof v Lipsku.
Po druhé světové válce usilovala van der Lubbeho rodina o jeho rehabilitaci. V roce 1967 soud zrušil rozsudek smrti, v roce 1980 došlo k další revizi procesu a v roce 2007 byl Marinus van der Lubbe definitivně prohlášen za nevinného. V rodném Leidenu mu byl odhalen pomník a dokumentarista Joost Seelen o něm natočil v roce 1998 film Water en vuur. V roce 2023 došlo k exhumaci jeho ostatků a forenzní lékaři mají prokázat, zda byl k přiznání skutečně donucen podáním omamných látek. 